# Lunkhu Deurali
Lunkhu Deurali – gaun wikas samiti w zachodniej części Nepalu w strefie Dhawalagiri w dystrykcie Parbat. Według nepalskiego spisu powszechnego z 2001 roku liczył on 556 gospodarstw domowych i 2651 mieszkańców (1426 kobiet i 1225 mężczyzn).